# Schlotheimia pungens
Schlotheimia pungens är en bladmossart som beskrevs av Edwin Bunting Bartram 1936. Schlotheimia pungens ingår i släktet Schlotheimia och familjen Orthotrichaceae. Inga underarter finns listade i Catalogue of Life.